# Sbrogliatura
Il termine sbrogliatura si riferisce ad una delle varie fasi di lavoro necessarie per la realizzazione di un circuito stampato destinato alla produzione di una scheda elettronica.

## Descrizione
Questa è un'operazione atta alla realizzazione del circuito stampato a partire da uno schema elettronico, cercando di contenere il più possibile gli ingombri del circuito finito, tramite un attento posizionamento dei diversi componenti e del passaggio delle diverse piste (anche sotto i vari componenti); generalmente si cerca d'avere un prodotto finito con una forma quadrata o rettangolare.
Ogni circuito stampato (detto master) è composto da vari "layers", ognuno dei quali con un compito ben preciso. Di seguito, una breve descrizione dei layers. Il numero dei layers coinvolti in un circuito stampato dipende da caso a caso. Un master monofaccia è più economico di un doppia faccia, che a sua volta è più economico di un multistrato. Il più delle volte i layers Silk Screen e Assembly sono identici e riportano gli stessi disegni e riferimenti, tuttavia hanno scopi diversi: i layers Silk Screen sono "limitati" rispetto ai layers Assembly, poiché una serigrafia non si può posizionare né sopra né sotto ai componenti perché risulterebbe ovviamente illeggibile e complicherebbe il processo di saldatura dal punto di vista tecnologico. Di conseguenza le schede altamente popolate, come le schede madri dei computer, spesso hanno la serigrafia dei componenti raggruppata in zone, data l'impossibilità di posizionare ogni riferimento adiacente al suo componente. I layers Assembly, invece, riguardano solo la documentazione di assemblaggio, e i riferimenti dei componenti possono essere posizionati anche all'interno del contorno dei componenti stessi, facilitando l'intelligibilità della documentazione a chi effettua il montaggio. L'attività di sbroglio viene effettuata da un masterista pcb.
Nella stragrande maggioranza dei casi, un circuito stampato finito e privo di componenti si presenta di colore verde (dipende dal colore del Solder Resist) e con le piazzole grigie lucide o opache (aspetto determinato dalla finitura superficiale, nella fattispecie una stagnatura). Un circuito stampato privo di Solder Resist e privo di finitura superficiale presenta a vista il colore del rame (rosa chiaro) e della vetronite (ocra).

## Classificazione
Quest'operazione può essere effettuata in diversi modi:
- Manualmente, in circuiti relativamente semplici, la sbrogliatura può essere realizzata anche manualmente dal masterista pcb.
- Assistita o Automatica, si effettua a partire da uno schema elettrico, realizzato e memorizzato in un file CAD; da questo, tramite procedure semi*automatiche guidate da un altro CAD (Computer Aided Design, cioè Progettazione Assistita da Computer), si procede al calcolo della posizione di ogni componente sulla scheda e alla "sbrogliatura", cioè al collegamento fisico dei vari componenti del circuito tramite "piste" elettriche. Generalmente, in schede complesse contenenti chip operanti a frequenze elevate, la posizione di questi, insieme ad altri componenti critici, viene vincolata dai progettisti, lasciando al programma la scelta di posizionamento solo della componentistica passiva e di minore criticità. Il risultato di questa fase viene memorizzato in un file in un formato chiamato Gerber, dalla marca della macchina che veniva in origine usata per produrre i circuiti stampati.

## Componenti

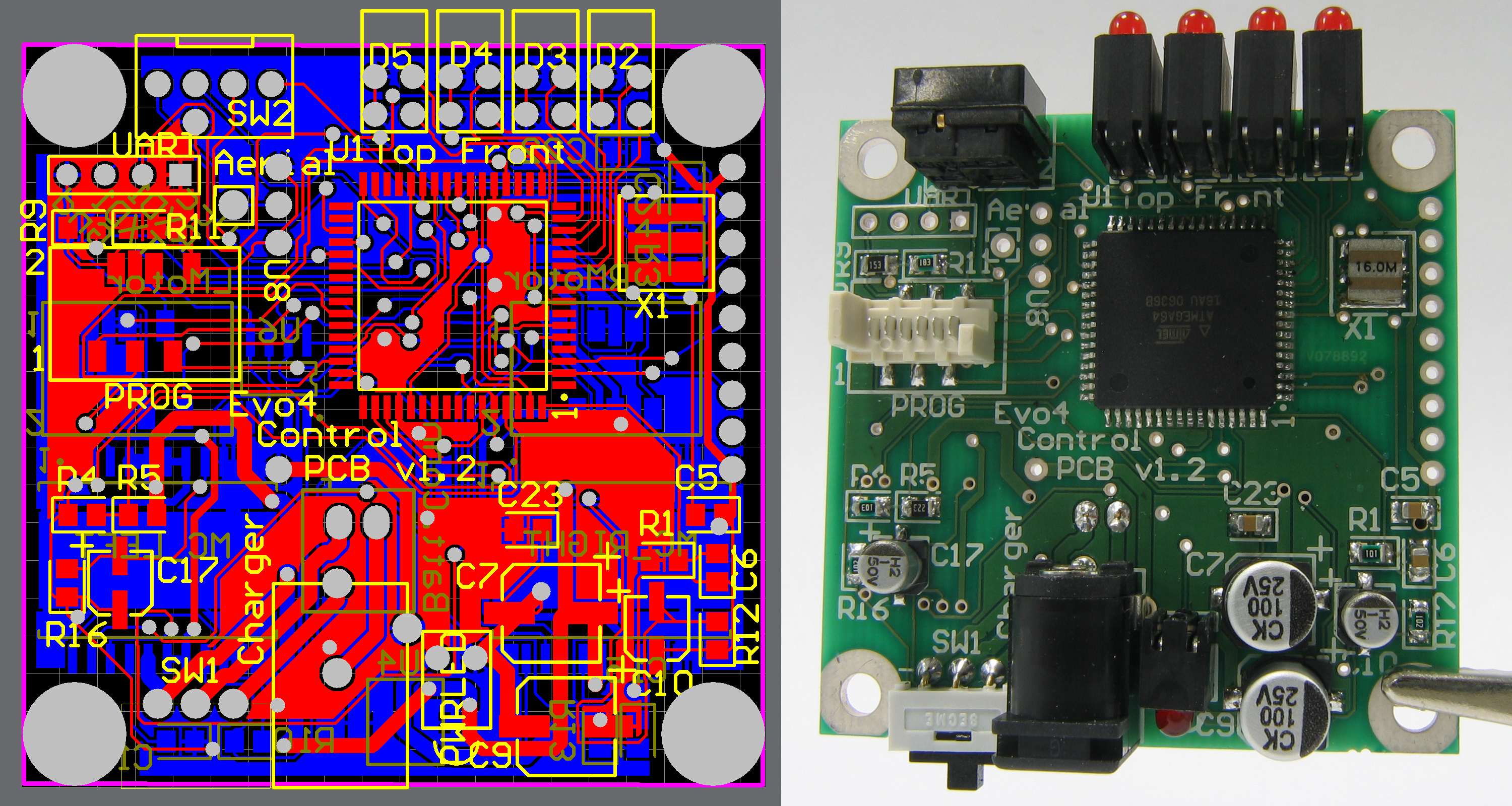
Un PCB progettato su un computer (a sinistra) e realizzato in una scheda assemblata con i componenti (a destra). La scheda è a doppia faccia, con placcatura a foro passante, vernice isolante verde e una legenda bianca. Sono stati utilizzati sia componenti a montaggio superficiale che a foro passante.

- Top: layer del rame esterno superiore;
- Inner1÷n: layer del rame interno n°1÷n; layer numerati a partire dal n°1 al n°n, il numero massimo di layers interni dipende dal programma utilizzato nello sbroglio da parte del masterista pcb;
- Bottom: layer del rame esterno inferiore;
- Solder Mask Top: maschera che definisce forma e posizione delle zone di rame esterno superiore che resteranno scoperte dalla resina protettiva (di solito la resina è di colore verde);
- Solder Mask Bottom: maschera che definisce forma e posizione delle zone di rame esterno inferiore che resteranno scoperte dalla resina protettiva (di solito la resina è di colore verde);
- Solder Paste Top: maschera dedicata ai componenti SMD; definisce forma e posizione delle zone di rame esterno superiore dove verrà applicato il composto stagno/flussante necessario alla saldatura per rifusione dei componenti SMD;
- Solder Paste Bottom: maschera dedicata ai componenti SMD; definisce forma e posizione delle zone di rame esterno inferiore dove verrà applicato il composto stagno/flussante necessario alla saldatura per rifusione dei componenti SMD;
- Silk Screen Top: layer della serigrafia che verrà stampata (di solito in bianco) sulla superficie superiore del circuito stampato;
- Silk Screen Bottom: layer della serigrafia che verrà stampata (di solito in bianco) sulla superficie inferiore del circuito stampato;
- Assembly Top: layer relativo alla superficie superiore del circuito stampato in cui compaiono i disegni e i riferimenti di tutti i componenti montati sulla superficie superiore;
- Assembly Bottom: layer relativo alla superficie inferiore del circuito stampato in cui compaiono i disegni e i riferimenti di tutti i componenti montati sulla superficie inferiore;
- Drill Drawing: tabella di foratura del circuito stampato.